# 衛宮家今天的餐桌風景
《衛宮家今天的餐桌風景》（简称「卫宫饭」）是TAa的日本漫畫作品，於KADOKAWA的網路漫畫網站《Young Ace UP》2016年2月開始連載，以TYPE-MOON的十八禁文字冒險遊戲《Fate/stay night》世界觀及人物為基礎改編的衍生漫畫。
2017年12月31日在電視特別節目「Fate Project 大晦日 TV Special 2017」中，於事前沒有發表的情況下，作為「驚喜」而宣布要動畫化並且播出。

## 故事簡介
本作是一部以「冬木市」為舞台，持續和平日常生活的平行故事。物語的核心為「料理」，由主角衛宮士郎以及和士郎有關的各個人物一起親手料理並且一起品嘗來持續發展故事。關於料理每次都會在漫畫中描寫於廚房的料理方法和食譜，冬木的居民和从者们没有了圣杯戰爭的干扰，完全沉浸在温馨美好的气氛中。

## 登場角色

### 衛宮家今天的餐桌風景
衛宮士郎（聲：杉山紀彰、野田順子（少年））
主角。是從者「Saber」的御主。有一對巧手，但本作特別強調他「擅長料理」的一點。
Saber（聲：川澄綾子）
本作的準主角。士郎的從者。只要是好吃的料理都能接受，最喜歡的是士郎親手做的料理。
藤村大河（聲：伊藤美紀、金元壽子（學生））
宛如士郎姐姐般的豪爽女性。由於衛宮家在藤村組的土地上，所以經常把衛宮家當自己的家一樣前來。切嗣在世時經常到他們家作客。與Lancer熟識，兩人也是很好的酒友。
衛宮切嗣（聲：小山力也）
士郎的義父，也是伊莉雅的父親，本作中已經過世。動畫版中只有出現在回憶中或結尾時以側臉的模樣登場。
遠坂凛（聲：植田佳奈）
與士郎就讀同間學校的少女，也是櫻的親姊姊，與士郎的關係被同學八卦著。兩人因為聖杯戰爭的關係而熟識，擅長的料理大多是中華料理。
Archer（聲：諏訪部順一）
凛的從者。與士郎一樣擅長料理，主要是負責外傳或特別編的料理。是未來的衛宮士郎。和凜一起住在遠坂宅邸，熱衷於打掃和做家務。
間桐櫻（聲：下屋則子）
與士郎就讀穗群原學園並小他一個年級的少女，經常來到衛宮家作客。擅長西餐料理。凜的親妹妹，性格以Fate/hollow ataraxia設定，非常樂觀積極。私底下會稱呼凜為姐姐。
Rider（聲：淺川悠）
間桐家的從者，與櫻就像是姊妹般相處，在文物店工作。本作中喜歡跟著櫻，完全不考慮擔任慎二的從者。
間桐慎二（聲：神谷浩史）
櫻的哥哥。與士郎之間是會保持獨特距離感的朋友。跟原作不同，他似乎沒有對櫻做出過分的事情。非常挑食。
伊莉雅絲菲爾·馮·愛因茲貝倫（Illyasviel von Einzbern，聲：門脇舞以）
愛稱是「伊莉雅（Illya）」。將士郎當作是自己的哥哥一般仰慕的少女，同時也是士郎義理上的姐姐。亦十分信賴Berserker。
Berserker
愛因茲貝倫家的從者。很聽伊莉雅的話。
莎拉（聲：七緒はるひ）
愛因茲貝倫家的女僕。人工生命體失敗作，比莉潔莉特更具有人味的面孔。
莉潔莉特（聲：宮川美保）
愛因茲貝倫家的女僕。人工生命體失敗作，說話時用語簡單而發音不連貫。
愛麗絲菲爾・馮・愛因茲貝倫（Irisviel Von Einzbern）
伊莉雅的母親。本作中已經過世。
葛木宗一郎（聲：寺杣昌紀）
穗群原學園的老師。目前住在柳洞寺。沉默寡言的存在，但很寵caster。
Caster（聲：田中敦子）
宗一郎的從者兼妻子。本作中由於想要為宗一郎作料理，因此向士郎請教料理的方法。
Assassin（聲：三木真一郎）
從者。總是站在柳洞寺的門口負責守衛。
柳洞一成（聲：真殿光昭）
士郎等人的同學和朋友，也擔任學生會長。是率直認真的好青年。也是柳洞寺的兒子。
柳洞零觀（聲：志村知幸）
一成的哥哥。一成都叫他零觀哥（れいかんあに），音子則叫他阿零。
言峰綺礼
聖堂教会的神父。凜的監護人，喜歡很辣的料理，凜會擅長中華料理似乎和言峰有關係。
Lancer（聲：神奈延年）
從者。於本作交遊廣闊，偶爾會替朋友幫忙而身兼數職。與大河也相當熟識，會稱她為大河姊，兩人還是經常一起喝酒的好酒友。
吉爾伽美什
第四次聖杯戰爭中有著神之子地位的從者Archer。
螢塚音子（聲：野田順子）
士郎打工處的居酒屋「哥本哈根」的獨生女。因為討厭自己的名字而自稱為「阿貓」。稱呼士郎「阿衛」，與大河、零觀從高中時就是朋友。外傳中，因為偶遇而向Archer請教做菜的方法。
美綴綾子（聲：水澤史繪）
凛的同學。亦和冰室鍾、蒔寺楓、三枝由紀香是同班同學。隸屬弓道社。
蒔寺楓（聲：結下みちる）
凛的同學。褐色肌而且很適合和服裝扮的日本美人。與凜之間相當親密，但當凜露出本性時，與美綴及蒔寺卻也能夠接受她的本性。雖然個性豪邁，但興趣卻是收集風鈴，也很怕鬼故事。經常與凜一起去逛文物店。
冰室鐘（聲：中川里江）
凛的同學。是位個性沉著冷靜的眼鏡美女。隸屬田徑社、擅長跳高，本人的興趣則是繪畫。
三枝由紀香（聲：中尾衣里）
凛的同學。總是與朋友蒔寺楓以及冰室鐘一起行動。對於凛的感情接近憧憬，雖然會以親手做的便當邀她一起午餐，但因為其天然呆又溫柔的個性，因此被隱藏本性的凛警戒著。喜歡做料理，受蒔寺邀請擔任田徑社經理。但本人對運動不太拿手。與Assassin相識。

### 迦勒底的餐桌
以同系列作的《Fate/Grand Order》為舞台的外傳。
瑪修·基利艾拉特
從者。
衛宮
Archer的從者。衛宮是Archer在本作中的真名。
布狄卡
Rider的從者。
貝武夫、聖喬治、豹人、Saber〔ALTER〕、芬恩・麥克庫爾等
其他從者。其中芬恩在本編第2話中客串演出。
前輩
一開始就與瑪修一起住在迦勒底的英靈們的御主。本作中是男性。

## 出版書籍
| 集數 | KADOKAWA       | KADOKAWA                                                | 台灣角川       | 台灣角川               | 天闻角川       | 天闻角川                                                 |
| 集數 | 發售日期       | ISBN                                                    | 發售日期       | ISBN                   | 發售日期       | ISBN                                                     |
| ---- | -------------- | ------------------------------------------------------- | -------------- | ---------------------- | -------------- | -------------------------------------------------------- |
| 1    | 2017年1月26日  | ISBN 978-4-04-105231-0                                  | 2017年12月25日 | ISBN 978-957-853-161-1 | 2021年5月      | ISBN 978-7-5410-9723-2                                   |
| 2    | 2017年12月26日 | ISBN 978-4-04-106391-0                                  | 2018年9月5日   | ISBN 978-957-564-453-6 | 2021年5月      | ISBN 978-7-5410-9723-2                                   |
| 3    | 2018年9月22日  | ISBN 978-4-04-107355-1                                  | 2019年6月19日  | ISBN 978-957-743-044-1 | 2022年3月      | ISBN 978-7-5410-9992-2                                   |
| 4    | 2019年7月26日  | ISBN 978-4-04-108475-5                                  | 2020年1月8日   | ISBN 978-957-743-495-1 | 2022年3月      | ISBN 978-7-5410-9992-2                                   |
| 5    | 2020年2月26日  | ISBN 978-4-04-108477-9                                  | 2020年11月11日 | ISBN 978-986-524-077-6 | 2022年5月20日  | ISBN 978-7-5583-3189-3 ISBN 978-7-5583-3441-2（6特装版） |
| 6    | 2021年1月26日  | ISBN 978-4-04-110820-8 ISBN 978-4-04-110819-2（特装版） | 2021年11月9日  | ISBN 978-6-26-321019-6 | 2022年5月20日  | ISBN 978-7-5583-3189-3 ISBN 978-7-5583-3441-2（6特装版） |
| 7    | 2021年10月8日  | ISBN 978-4-04-111679-1                                  | 2022年8月11日  | ISBN 978-626-321-686-0 | 2022年6月20日  | ISBN 978-7-5583-3303-3                                   |
| 8    | 2022年8月26日  | ISBN 978-4-04-112515-1 ISBN 978-4-04-112516-8（特装版） | 2023年6月8日   | ISBN 978-626-352-606-8 | 2024年         | ISBN 978-7-5583-4106-9                                   |
| 9    | 2023年11月25日 | ISBN 978-4-04-113252-4 ISBN 978-4-04-114134-2（特装版） | 2024年9月5日   | ISBN 978-626-400-520-3 | 2024年10月下旬 | ISBN 978-7-5583-4460-2                                   |
| 10   | 2024年8月26日  | ISBN 978-4-04-115223-2                                  |                |                        |                | ISBN 978-7-5583-4930-0                                   |
| 11   | 2025年3月25日  | ISBN 978-4-04-115426-7 ISBN 978-4-04-115427-4（特裝版） |                |                        |                |                                                          |

## 動畫
在2017年12月31日「Fate Project 大晦日 TV Special 2017」特別節目中先行播出第1話。動畫製作是大部分負責TYPE-MOON作品動畫版，2017年1月進行聯名合作咖啡活動的 ufotable。本作導演則由《Fate/stay night ［Unlimited Blade Works］》的導演三浦貴博以及同作的作画監督‧佐藤哲人擔任。
第2話以後，由網路直播網站 AbemaTV從2018年2月1日21時開始，以每月1話的進度播出。

### 製作人員
- 原作：TAa/TYPE-MOON（KADOKAWA Young Ace UP連載）
- 角色原案：TAa
- 料理監製：只野まこと
- 導演：三浦貴博（日语：三浦貴博）・佐藤哲人
- 角色設定：内村瞳子
- 色彩設計：大前裕子，牛尾友里恵
- 美術監督：海老沢一男
- 撮影監督：吉川冴
- 3D監督：鉄砲塚大樹
- 編集：神野学
- 音樂：椎名豪
- 音樂製作：Aniplex
- 製作人、音響監督：近藤光
- 製作人：黒崎静佳，竹内友崇，近藤光
- 劇本製作・構成・動畫製作：ufotable
- 製作：「衛宮家今天的餐桌風景」製作委員会（Aniplex，KADOKAWA，TYPE-MOON，ufotable）

### 主題曲
片頭曲「圍裙男孩（エプロンボーイ）」
填詞、作曲、編曲、主唱：DJ味噌湯和MC米飯
第6話未使用
片尾曲
填詞、作曲、編曲：，主唱：三月的Phantasia

### 各話列表
| 話數   | 日文標題 | 中文標題                   | 劇本                   | 分鏡              | 演出     | 作畫監督                              | 總作畫監督 | 對應原作漫畫 |
| ------ | -------- | -------------------------- | ---------------------- | ----------------- | -------- | ------------------------------------- | ---------- | ------------ |
| 第1話  |          | 除夕蕎麥麵                 | 近藤光 高中優          | 三浦貴博 佐藤哲人 | 佐藤哲人 | 内村瞳子 茂木貴之（商店街作監）       | 不適用     | 第20話       |
| 第2話  |          | 鲑鱼蘑菇牛油烧烤           | 近藤光 高中優          | 三浦貴博 佐藤哲人 | 佐藤哲人 | 内村瞳子、鬼澤佳代、秋山幸兒          | 不適用     | 第2話        |
| 第3話  |          | 春天的散壽司               | 近藤光 高中優          | 竹内將            | 竹内將   | 内村瞳子、田中敦士、永森雅人          | 不適用     | 第3話        |
| 第4話  |          | 春季蔬菜和煙肉三文治       | 近藤光 高中優          | 原隆史            | 原隆史   | 茂木貴之 永森雅人（料理）             | 内村瞳子   | 第4話        |
| 第5話  |          | 奶汁烤筍                   | 近藤光 高中優          | 恒松圭            | 恒松圭   | 竹内由香里 浦田香織（料理）           | 内村瞳子   | 第5話        |
| 第6話  |          | 第一次的漢堡排             | 近藤光 高中優          | 三浦貴博 佐藤哲人 | 佐藤哲人 | 田中敦士 永森雅人（料理）             | 内村瞳子   | 第6話        |
| 第7話  |          | 爽快享用的涼茶泡飯         | 近藤光 高中優          | 白井俊行          | 白井俊行 | 茂木貴之 浦田香織（料理）             | 内村瞳子   | 第7話        |
| 第8話  |          | 遠坂的五目炒飯             | 近藤光 高中優          | 野中卓也 三浦貴博 | 永森雅人 | 緒方美枝子、田中敦士 永森雅人（料理） | 内村瞳子   | 第8話        |
| 第9話  |          | 秋之味觉-Caster和食修行篇- | 近藤光 高中優          | 竹内將            | 小笠原篤 | 田中敦士、緒方美枝子 浦田香織（料理） | 内村瞳子   | 第9話        |
| 第10話 |          |                            | 近藤光 高中優          | 原隆史            | 原隆史   | 佐藤哲人、藤原將吾 浦田香織（料理）   | 内村瞳子   | 第10話       |
| 第11話 |          | 特製超軟蛋包飯             | 近藤光 高中優 三浦貴博 | 三浦貴博          | 鹽島由佳 | 内村瞳子、藤原將吾 永森雅人（料理）   | 内村瞳子   |              |
| 第12話 |          | 只用平底鍋做的烤牛肉       | 近藤光 高中優          | 白井俊行          | 長原圭太 | 濱友里惠、緒方美枝子 浦田香織（料理） | 内村瞳子   | 第11話       |
| 第13話 |          | 暖呼呼什錦火鍋             | 近藤光 高中優 三浦貴博 | 三浦貴博 永森雅人 | 永森雅人 | 内村瞳子 浦田香織（料理）             | 不適用     | 第1話        |

### BD&DVD
| 卷數 | 發售日期      | 收錄話數      | 規格編號   | 規格編號   | 封面人物                   |
| 卷數 | 發售日期      | 收錄話數      | BD限定版   | DVD限定版  | 封面人物                   |
| ---- | ------------- | ------------- | ---------- | ---------- | -------------------------- |
| 1    | 2018年6月6日  | 第1話~第3話   | ANZX-12371 | ANZB-12371 | 衛宮士郎、Saber            |
| 2    | 2018年9月5日  | 第4話~第6話   | ANZX-12372 | ANZB-12372 | 衛宮士郎、藤村大河、伊莉雅 |
| 3    | 2018年12月5日 | 第7話~第9話   | ANZX-12373 | ANZB-12373 | 衛宮士郎、遠坂凛           |
| 4    | 2019年4月3日  | 第10話~第13話 | ANZX-12374 | ANZB-12374 | 衛宮士郎、間桐櫻、Rider    |

## 遊戲
《每日♪衛宮家今天的餐桌風景》
於3月中遊戲的官方twitter （页面存档备份，存于）正式放出第一彈PV表示將預定2020年5月推出，為任天堂Switch專用遊戲，為任天堂eShop下載版遊戲，由TYPE-MOON製作，其後因疫情影響開發進度暫停發售。2021年3月26日，宣布新發售日為2021年4月28日。

## 外部連結
- TYPE-MOON官方主頁（日語）
- Young Ace UP「衛宮家今天的餐桌風景」連載頁面 （页面存档备份，存于）（日語）
- 動畫「衛宮家今天的餐桌風景」官方網站（日語）
- 遊戲「毎日♪ 衛宮さんちの今日のごはん」官方網站（日語）